# Baron Blood
Baron Blood (Originaltitel: Gli orrori del castello di Norimberga) ist ein italienischer Horrorfilm aus dem Jahr 1972. Regie führte Mario Bava.

## Handlung
Der Amerikaner Peter Kleist reist nach Österreich, um sich eine Auszeit vom Studium am College zu nehmen und gleichzeitig seine familiären Wurzeln zu erkunden. Am Flughafen wird Kleist von seinem Onkel Dr. Karl Hummel abgeholt. Er erfährt, dass sein Urgroßvater Baron Otto von Kleist ein Sadist war, der hunderte seiner Dorfbewohner ermordet hat und den Beinamen Baron Blood bekam. Eines Tages verbrannte er eine Hexe, die ihm den Fluch auferlegte, dass er immer wieder von den Toten erwache, so dass sie an ihm Rache nehmen kann. Peter Kleist lässt sich nun von Karl Hummel zum Schloss der Familie fahren, welches als Hotel genutzt wird. Dort lernt Peter Eva Arnold kennen. Zusammen mit ihr erkundet er das Schloss um Mitternacht und wird so in den Spuk hineingezogen.

## Kritik
„Trivialer Horrorfilm, der die Konventionen des Genres handwerklich durchaus solide abspult.“